# 石川啄木
石川 啄木（いしかわ たくぼく、1886年〈明治19年〉2月20日 - 1912年（明治45年〉4月13日）は、岩手県出身の日本の歌人、詩人。「啄木」は雅号で、本名は石川 一（いしかわ はじめ）。
旧制盛岡中学校中退後、『明星』に寄稿する浪漫主義詩人として頭角を現し、満19歳で最初の詩集を刊行した。しかし、経済的事情から代用教員や新聞記者として勤める傍ら小説家を志すも失敗、東京で新聞の校正係になってから1910年に刊行した初の歌集『一握の砂』は三行分かち書き形式で生活に即した新しい歌風を取り入れ、歌人として名声を得た。また、同年に起きた幸徳事件（大逆事件）を契機として、社会主義への関心を深め、文学評論も執筆したが、結核により満26歳で没した。

## 生涯

### 出生から盛岡中学校時代まで
岩手県南岩手郡日戸（ひのと）村（現在の盛岡市日戸）に、曹洞宗日照山常光寺住職の父・石川一禎（いってい）と母・カツの長男として生まれる。出生当時、父の一禎が僧侶という身分上、戸籍上の婚姻をしなかったため、母の私生児として届けられ、母の姓による工藤一（くどうはじめ）が本名だった。戸籍によると1886年（明治19年）2月20日の誕生だが、啄木が詩稿ノート『黄草集』に「明治十九年二月二十日生（十八年旧九月二十日）」と記した括弧書きを天保暦の日付とみてこれを太陽暦に換算した1885年（明治18年）10月27日に生まれたとする見解もある。
二人の姉（サタとトラ）と妹（ミツ、通称光子）がいた。
1887年（明治20年）春、1歳の時に、父が渋民村（現在の盛岡市渋民）にある宝徳寺住職に転任したのに伴って一家で渋民村へ移住する。この移住は、住職が急逝して不在となったのを知った一禎が、交通などの便のよい宝徳寺を希望して檀家や仏門の師である葛原対月（妻・カツの兄）に働きかけ（対月を通して本寺の報恩寺住職にも）、実現したものだった。
幼少期の啄木は体が非常に弱く、一禎の残した和歌の稿本に「息の二、三歳のころ病弱にて月一回は必らず（原文ママ）薬用せしめ侍るに」と記されている。一方、一家でただ一人の男児として母は啄木を溺愛し、父も啄木用の家財道具に「石川一所有」と記入するほどで、こうした環境が「自負心の強い性格を作りあげた」と岩城之徳は指摘している。
1891年（明治24年）、学齢より1歳早く渋民尋常小学校（現・盛岡市立渋民小学校）に入学する。その事情について、啄木の小説『二筋の血』で「主人公が遊び仲間の年上の子供が進学して寂しかったために父にねだって校長に頼むと許可された」とある内容が、啄木自身の事実とみて差し支えないと岩城之徳は記している。前記の通り当時の啄木は母の戸籍だったが、進学するとそれでは都合が悪いという理由で、小学2年生だった1892年（明治25年）9月に一禎はカツと正式に夫婦となり、それに伴って啄木も石川姓（戸籍上は養子の扱い）となる。学齢より1歳下にもかかわらず、1895年（明治28年）の卒業（当時尋常小学校は4年制だった）時には首席の成績だったと伝えられる。尋常小学校を卒業すると、盛岡市の盛岡高等小学校（現・盛岡市立下橋中学校）に入学し、市内の母方の伯父の元に寄寓する。盛岡高小で3年生まで学ぶとともに（ただし2年生への進級前後（早春）に寄宿先を同じ盛岡市内の従姉（母の姉の娘）宅に変えている）、3年生時には旧制中学校受験のための学習塾にも通った。
1898年（明治31年）4月、岩手県盛岡尋常中学校（啄木が4年生時の1901年4月に岩手県立盛岡中学校と改名、現・岩手県立盛岡第一高等学校）に入学する。入学試験の成績は合格128人中10番だった。
中学3年生の頃は、周囲の海軍志望熱に同調して、先輩の及川古志郎（後に海軍大臣など）に兄事していた。3年生の1900年（明治33年）4月に創刊された『明星』は、浪漫主義の詩歌作品で全国に多くの追従者を生み、盛岡中学では先輩の金田一京助が「花明」の筆名で新詩社（『明星』の発行元）の同人となり、『明星』にも短歌が掲載された。そうした状況で、やはり文学好きな及川に感化を受けて関心が芽生え、啄木の短歌志望を知った及川は「歌をやるなら」と金田一を紹介する。啄木は金田一から『明星』の全号を借りて読み、3年生の三学期だった1901年（明治34年）3月頃に新詩社社友になったと推測されている。また、のちに妻となる堀合節子とは、1899年（明治32年）に知り合い、3年生の頃には交際を持っていたとされている。一方、3年生末期の1901年3月に、教員間の紛争（地元出身者が他地域から赴任した教員を冷遇した）に対する生徒側の不満から起きたストライキ（3年生と4年生）に参加した。ストライキの結果、直後の異動で教員の顔ぶれは一変した。啄木はストライキの首謀者ではなかったとされるが、その後異動した教員を惜しむ雰囲気が出たことや、本来の首謀者が卒業や退学で学校を去ったため、啄木がその責任者の一人に擬せられ、後述する退学時に不利に働くことになった。
4年生の1901年には校内で文芸活動を活発化させ、翌年にかけて『三日月』『爾伎多麻（にぎたま）』『高調』といった回覧雑誌を主宰・編集した。短歌の会「白羊会」を結成したのもこの年である（メンバーに先輩の野村長一（後の野村胡堂）や後輩の岡山儀七がいた）。12月3日から翌1902年（明治35年）1月1日にかけて、下級生のメンバー3人とともに「白羊会詠草」として岩手日報に7回にわたって短歌を発表し、啄木の作品も「翠江」の筆名で掲載される。これが初めて活字となった啄木の短歌だった。さらに岩手毎日新聞にも1901年12月に短歌10首を発表したほか、1902年1月には「麦羊子」の筆名で蒲原有明の最初の詩集『草わかば』を評した文芸時評を岩手日報に発表した。こちらも初めて活字になった評論で、そのあとも3月と5 - 6月に「白蘋（はくひん）生」の筆名で文芸時評の連載を寄稿した。
この時期の啄木は『明星』に掲載された与謝野晶子の短歌に傾倒し、自作の短歌も晶子を模倣した作風だった。
5年生（最終学年）の1902年（明治35年）、一学期の期末試験で不正行為（特待生の同級生に、代数の試験で答案を2枚作ってもらい、その1枚を同級生が途中退出する際に入手しようとしたとされる）を働いたとして、答案無効・保証人召喚という処分が下された。啄木は同年3月の4年生学年末試験でも不正を働いたとして4月に譴責処分を受けていた。加えて授業の欠席が増え（5年生一学期の欠席時間は出席の約2倍）、試験無効と合わせて落第は必至という状況だった。岩城之徳は、これらの事情から啄木は学校側から退学もしくは転校の勧告を受けていたのではないかと推測している。かくて啄木は、10月27日に中学を退学した。岩城之徳は退学の理由について、「（堀合）節子との早熟な恋愛により生じた学校生活のゆきづまり」、さらに経済的事情から上級学校への進学の見込みがなく文学の職に就くために学業を放棄したことを、原因として指摘している。この退学前、『明星』10月号に同誌では初めて「白蘋」の筆名で短歌が掲載された。

### 二度の上京と『あこがれ』刊行

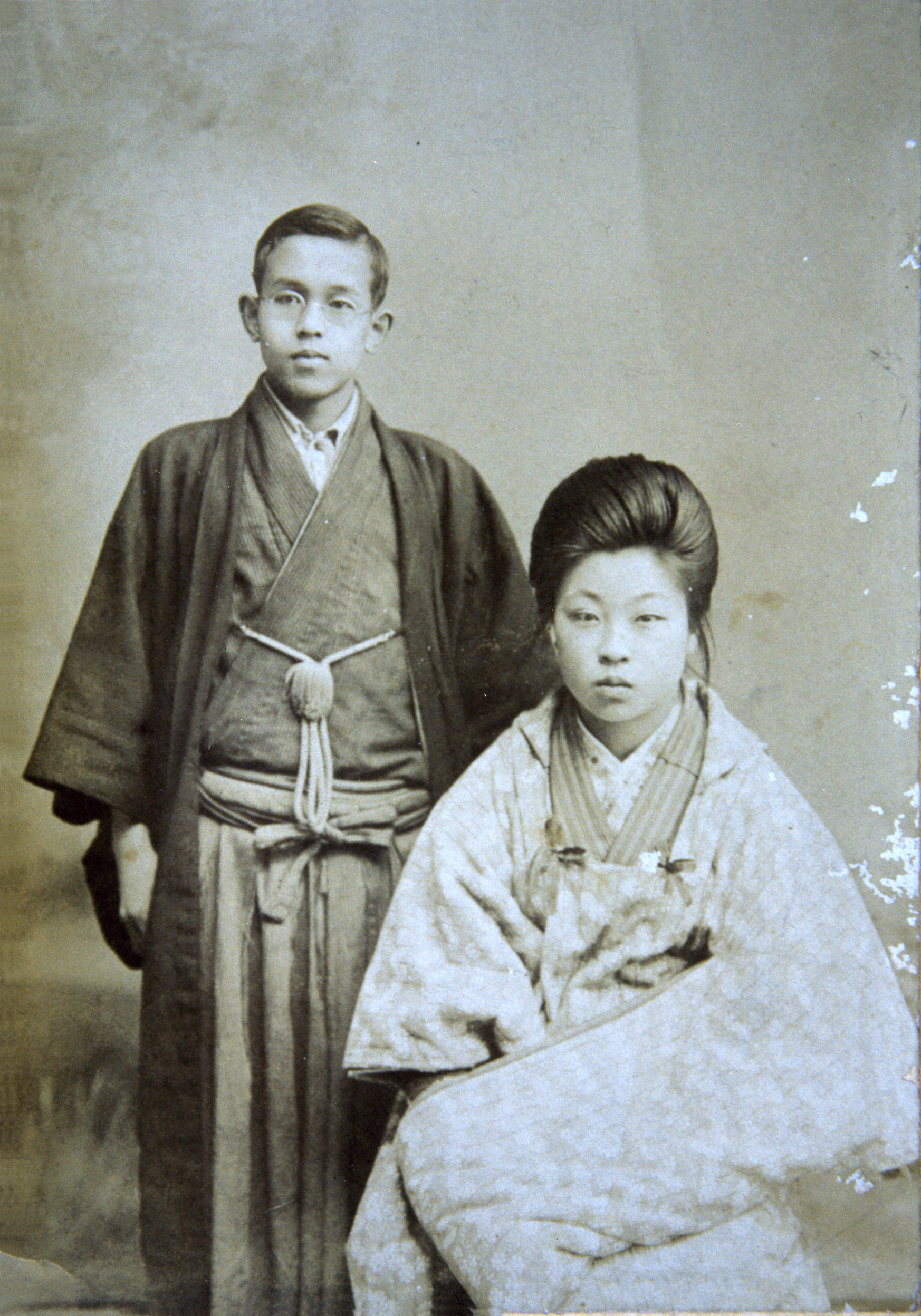
1904年（明治37年）婚約時代の木と妻の節子（部分）

中学を中退した啄木は1902年10月30日に好摩駅を出発して（盛岡に立ち寄って1泊してから）、上京した。
11月9日、新詩社の集まりに参加、10日には与謝野鉄幹・晶子夫妻を訪ねる（晶子は9日前に長男を出産したばかりだった）。一方先輩の野村長一からの忠告で東京の中学校への編入を試みたが欠員がなく、正則英語学校高等科への入学を目指したものの、学資が不足して断念する。滞在は続き作歌の傍らヘンリック・イプセンの戯曲『ジョン・ガブリエル・ボルクマン』の翻訳で収入を得ようとしたが果たせなかった。友人からの伝手で『文芸界』（金港堂）の主筆佐々醒雪への紹介をもらうも、醒雪は面会もせずに断った。11月下旬には高熱を発して寝込み、約一週間は日記の記述がメモ程度となる。さらに金銭面でも窮した啄木は1903年（明治36年）2月、父に手紙で苦境を伝え、それに応じた父に迎えられて故郷に帰る。帰郷後はしばらく療養生活を送った。5月から6月にかけ岩手日報に評論「ワグネルの思想」（リヒャルト・ワーグナーを論じた内容）を連載した。7月には『明星』に再び短歌が掲載され、誌面の扱いが「投稿者」から同人の待遇となる。11月に『明星』に短歌が掲載された際に、社告で正式に新詩社同人となったことが告知された。誌面での扱いが変わっただけではなく鉄幹や平出修から評価を受けるなど、歌人として期待が寄せられた。このころ、アメリカ合衆国の詩集『Surf and Wave』の詩を「EBB AND FLOW」と題したノートに筆写するとともに、その影響を受けて詩作を始める。このほか、堀合節子から贈られた野口米次郎の訳詩集『東海より』も啄木の詩作に影響を与えたとされる（岩城之徳は『Surf and Wave』も節子に贈られたと推定している）。
この時期から、友人宛の書簡に「啄木庵」という号を使用するようになり、12月には「啄木」名で『明星』に長詩「愁調」を掲載して注目された。
1904年（明治37年）1月8日、盛岡にて恋愛が続いていた堀合節子と将来の話をする。当時、二人の結婚については両者の親（節子の父、啄木の母）から強い反対があったが、6日後の1月14日に婚約が確定したという長姉（田村サダ）からの手紙を受け取ったと日記に記され、2月3日には結納が交わされたとみられる。
9月から10月にかけて青森、小樽を旅行、小樽の義兄宅に宿泊した。この旅行は小樽にいた次姉夫妻から上京費用を得ることが目的で、姉が病気のため望む金額はかなわなかったものの、義兄の好意でいくばくかの金を得た。
10月31日、詩集出版を目的として再び東京に出る。啄木上京中の12月26日に、一禎は宗費を滞納したという理由で宝徳寺住職を曹洞宗宗務局から罷免される。
1905年（明治38年）1月5日、新詩社の新年会に参加。故郷では、一禎を住職に復帰させるかどうかで檀家の間で意見が分かれ、それに耐えかねた一禎は3月に家族とともに宝徳寺を出た（4月に盛岡に転居）。
5月3日、第一詩集『あこがれ』を小田島書房より出版する。高等小学校時代の同窓生・小田島真平の長兄が勤めていた大学館が実際の版元で、啄木の携えた真平の紹介状を受けた長兄が、銀行勤務の次兄の出資を仰ぎ「小田島書房」の名義で刊行したものである。上田敏による序詩と与謝野鉄幹の跋文が寄せられたほか、尾崎行雄（当時東京市長）への献辞が記された。

### 結婚と代用教員時代

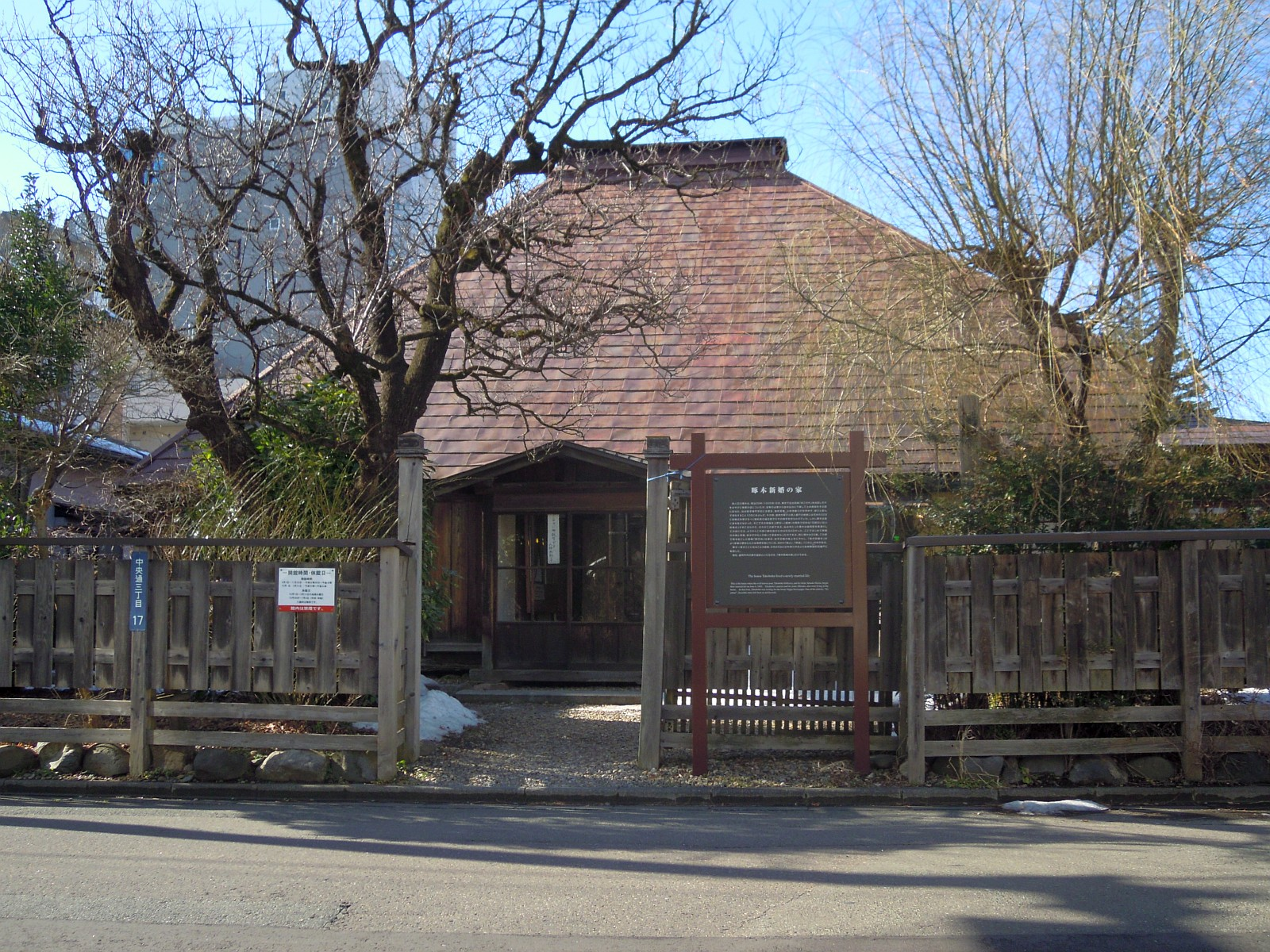
盛岡市内に残る「啄木新婚の家」

1905年5月12日、堀合節子との婚姻届を一禎が盛岡市役所に出す。このとき啄木は満19歳だった。5月19日、啄木は東京を後にする。盛岡では帰郷の知らせを聞いた親族が節子との結婚式の場を用意していたが（5月末頃とされる）、啄木は仙台で10日も滞在して期日に戻らず、式は新郎を欠いた形でおこなわれた。この理由について岩城之徳は、啄木は東京で曹洞宗の宗務局を訪問した際に曹洞宗の「宗憲」制定に伴って一禎に赦免される可能性があることを知り、それまでは謹慎すべきと考えたからだとしている。しかしこの欠礼で周囲の友人から絶交も受けた。仲人役からは節子に対して結婚解消を薦める助言があったが、節子は彼らに「吾はあく迄愛の永遠性なると言う事を信じ度く候」という言葉とともに結婚を貫く内容の返書を送っている。
6月4日に盛岡に帰り、父母、妹ミツとの同居で新婚生活を送る。20日後に市内帷子小路から加賀野に転居した。一家の扶養も啄木が負うようになる。同月、岩手日報にエッセイ他を「閑天地」と題して連載してわずかな収入を得る。9月5日、啄木が主幹・編集人となり、文芸誌『小天地』を出版する（発行人は一禎の名義）。出版費用は盛岡在住で新詩社同人の呉服商が多くを拠出した。岩野泡鳴、正宗白鳥、小山内薫等の作品を掲載し、地方文芸誌として文壇の好評を得るが、創刊号のみに終わり、経済的に窮することになる。
1906年（明治39年）2月17日、函館駅長の義兄を訪問し、一家の窮状打開を相談するも解決できなかった。2月25日、長姉田村サダが結婚先の秋田県鹿角郡小坂にて死去する。
3月4日、妻と母を連れて渋民村に戻る。義父の親友であった（啄木自身も面識があった）郡視学の周旋により、母校の渋民尋常小学校に代用教員の職を得た。4月11日に拝命し、4月14日より勤務する。同じ頃、一禎に対する懲戒赦免の通知があり、野辺地にいた一禎も渋民の一家に合流した。21日には徴兵検査を受け、筋骨薄弱のため丙種合格として兵役が免除される。小学校では尋常2年の担任として児童を楽しませる授業で人気を集め、日曜日には児童が啄木宅を訪れるようになり、週末には他の学年にも自主的に教えて、「日本一の代用教員」を自負したとされる。
6月、小説を書き始める。しかし秋にかけて脱稿した『面影』『雲は天才である』は発表に至らず、『明星』12月号に掲載された『葬列』も評価は得られなかった。
12月、評論「林中書」を脱稿。12月29日、長女京子が、妻の実家で生まれる。
啄木が教員生活を送る傍ら、父・一禎の住職再任の話は、新住職が県宗務所の手続き不備を突く形で住職の継目願書を提出、これが宗務局に受理されたことで、村内の檀家は再び一禎と新住職に分かれて争う形となった。この争いは啄木にも波及し、6月には住職再任運動の一環で上京したり、小学校から追放する動きに見舞われたりした。結局、一禎は住職再任を断念して翌1907年（明治40年）3月5日に家族に無断で再び野辺地へと去った。これを契機に啄木は次節に述べる北海道移住に踏み切る。

### 北海道における活動
一禎の出奔に先立ち、函館の文芸結社・苜蓿社（ぼくしゅくしゃ）の同人松岡蕗堂より原稿の依頼があり、1907年1月に発行された機関誌『紅苜蓿』（べにまごやし）創刊号に詩3編を寄稿する。『紅苜蓿』は地方文芸誌としては異例の評判を得て創刊号200部を完売して続刊するが、同人はいずれも他に定職を持っていたことから編集人材の不足に苦慮していた。一方啄木は一禎の去った渋民での生活に見切りを付けて4月1日に小学校に辞表を出し、松岡に連絡を取って移住の相談をした。辞表に対して助役や学務委員から留任勧告を受けたものの、4月19日に小学校長排斥のストライキを高等科の児童に指示する事件を起こし、4月21日に免職の処分を受けた。苜蓿社の側でも、詩人として名声のある啄木が来ることを歓迎した。
5月4日に渋民を出発して5日に函館に到着する。渡道は、小樽在住の次姉トラの夫・山本千三郎（当時北海道鉄道中央小樽駅長で同年7月に鉄道国有法で帝国鉄道庁となる）が、ミツを引き取ることを申し出たことも一因であった。函館で啄木は松岡の下宿先に寄寓する一方、妻子は盛岡の実家、母は渋民の隣村に住む知人に預ける単身生活だった。5月11日から5月末日まで、苜蓿社同人の沢田信太郎の世話により函館商工会議所の臨時雇いで生計を立てる。6月、苜蓿社同人である吉野白村の口利きで、函館区立弥生尋常小学校（現・函館市立弥生小学校）の代用教員となった。7月7日に妻子を呼び寄せたのを機に下宿を出て新居に移る。8月4日には母を迎えて一家が揃った。同じ頃にミツも小樽から函館に来たことから、家計の足しとして代用教員在職のまま函館日日新聞社の遊軍記者となる（日記に8月18日に編輯局に入ったとある）。新聞には自身が選者の歌壇を設けたり随筆を連載するなど仕事に打ち込み、『紅苜蓿』の編集にも熱中した。苜蓿社メンバーと知遇を深め、中でも宮崎郁雨とは死去前年まで交友を持つこととなる。
しかし、8月25日の函館大火により勤務先の小学校・新聞社がともに焼失する。啄木（教員は在職のままだったが、無資格者を整理するという噂が出た）は再び生活の糧を失う苦境に立たされた。この事態に苜蓿社同人だった向井永太郎（札幌に移住していた）が職を探し、友人の北門新報記者・小国露堂を通じて校正係に採用が決まる。9月13日に単身で函館を発って、翌日札幌に到着し、16日から勤務した。この在勤時に啄木は小国から社会主義について説かれ、それまでの「冷笑」的態度から「或意味に於て賛同し得ざるにあらず」と記した。その矢先、小国から新たに創刊される小樽日報記者への誘いを受けて、到着から2週間に満たない9月27日に小樽に移った。小樽には啄木に先んじて妻子とミツが次姉宅に移っており、啄木も加わって再び一家が揃った。まもなく啄木と妻子は借家に転居している。小樽日報では同僚に野口雨情がいた。ともに三面を受け持った雨情には好感を持ち、親交を結ぶ。啄木は雨情とともに主筆の排斥運動を起こす（雨情は前に勤めていた札幌の新聞社でも主筆とは上司部下の関係だった）。しかし、主筆側の巻き返しで雨情一人が退社する形になった。啄木も一度は雨情が悪意を持っていると誤解したが、雨情が謝罪した後に退社した一方、自分が三面の主任に据えられたことで、主筆への反感を強めた。主筆はそのあとに啄木の運動で解任されている。後任の編集長には、北海道庁に入庁して札幌に移っていた沢田信太郎と再会したのを機に就任を依頼して快諾される。
編集長が替わった小樽日報で啄木は仕事に励んだが、営業成績が上がらない小樽日報の将来を疑問視し、小国から札幌に新しい新聞ができそうだとの誘いを受けて札幌に通った。これが社内の事務長（後に衆議院議員となる中野寅吉、当時は小林姓）との間で紛争を生み、暴力をふるわれたことで12月16日に退社する。
1908年（明治41年）1月4日、小樽市内の「社会主義演説会」で、西川光二郎らの講演を聞く。一方職探しは難航（札幌の新聞はできる気配がなかった）、編集長の沢田が北海道議会議員で小樽日報社長兼釧路新聞（現在の釧路新聞社とは無関係、現在の北海道新聞社）社長である白石義郎に斡旋を依頼し、啄木の才能を買っていた白石の計らいで釧路新聞への就職が決まる。家族を小樽に残して1月19日に釧路に向け出発した。1月21日に到着すると、事実上の編集長（主筆は別にいた）として紙面を任され、筆を振るって読者を増やした。取材のために花柳界に出入りして芸妓の小奴と親交を結び、また初めて習慣的に飲酒をした。
しかし、中央文壇から遠く離れた釧路で記者生活を続けることに焦燥を募らせ、釧路を離れて創作生活に向かうことを決意する。3月20日から病気と称して欠勤し、28日に社長の白石から病気が治らないのかという電報を受けて釧路を去ると決める。4月5日に釧路を後にして海路函館に行き、函館日日新聞に勤めて上京費用を稼ごうと考えていた。再会した宮崎郁雨は啄木からこの考えを聞くと、その創作意欲に報いようと上京資金を用立て、妻子のための家を函館市内に用意した。啄木は4月24日、単身横浜行きの船で旅立ち、約1年間の北海道生活に別れを告げた。

### 東京での文筆活動と生活

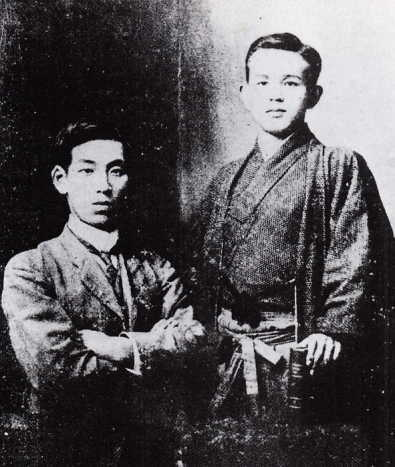
木（右）と親友の金田一京助（左）。1908年（明治41年）10月4日、『明星』終刊の際の写真（部分）

1908年4月28日より東京・千駄ヶ谷の新詩社にしばらく滞在する。5月2日、与謝野鉄幹に連れられ森鷗外宅での観潮楼歌会に出席する（参会者は佐佐木信綱・伊藤左千夫・吉井勇・北原白秋ら8名）。5月4日、中学校の先輩である金田一京助の援助で、金田一と同じ本郷区菊坂町の赤心館に居住することになる。宮崎郁雨には「三ヶ月ないし半年の間」に家族を上京させると約束したこともあり、小説を執筆して売り込みをかけた。啄木は「漱石の虞美人草のゆき方ならアレ位のものを二週間で書ける（宮崎郁雨宛書簡）」という自信を抱き、金田一や鷗外、さらには自分から小説の雑誌掲載を依頼したがいずれも成功しなかった。生活の危機に直面した啄木に対し、金田一が自分の服を質入れして12円を渡したことで当座はしのいだものの、先行きが見えないことに変わりはなかった。6月27日の日記には「死去した国木田独歩や自殺した川上眉山は死ぬことのできない自分よりも幸福だ」と記した。この間、6月23日から25日にかけ「東海の小島…」「たはむれに母を背負ひて…」など、後に広く知れ渡る歌を含む186首を作り、それらから抜粋した114首を翌月の『明星』に発表した。9月6日、下宿先を本郷区森川町蓋平館に移す。これは、啄木の下宿代滞納を下宿先の主婦に口汚く罵られたことに憤慨した金田一が、蔵書を売り家賃を払った上で転居したものだった。
新詩社の友人である東京毎日新聞記者の斡旋により、11月から同紙に小説「鳥影」を連載した（全59回）が、目立った反応なく終わる。
11月に『明星』は終刊するも、続けて『スバル』の創刊準備にあたる。
1909年（明治42年）1月、『スバル』が創刊され、発行名義人となった。啄木は、2月に同じ岩手県出身である東京朝日新聞編集長の佐藤北江に手紙、さらに直接の面会で就職を依頼して採用され、3月1日に東京朝日新聞の校正係となる。
4月3日よりローマ字で日記を記すようになる。7日より新しいノートで「ローマ字日記」を（途中からは断続的に）6月16日まで著す。一方、啄木が定職を持ったことを知った母・カツは東京での家族同居を求める手紙を出し、4月13日に届いている。しかし啄木はこれまでの借金もあって迎える準備ができず、また、自由な単身生活と家族扶養の葛藤から「家」の抑圧より逃避して浅草の娼婦を買う日常を送っていた。
5月26日に宮崎郁雨から、旅費を負担して家族を上京させるという通知が届く。6月16日、函館から宮崎郁雨に付き添われて妻子と母が到着し、本郷区本郷弓町の床屋「喜之床」の二階に移る。1年5か月ぶりに家族揃っての生活となったが、節子は函館時代に義母のカツとの間で確執が深刻化し（またカツから結核に感染した）、函館で代用教員の職に就いたものの窮乏生活を余儀なくされ、啄木が就職しても上京に対して「様子がよくわかった以上でなくては不安心です」と妹への手紙に記すほど、啄木への感情は変化していた。
節子の函館時代から続く体の不調に啄木は適切な処置を執らず、カツと節子の関係も改善されないままだった。10月2日、節子は書き置きを残し、京子を連れて盛岡の実家に戻った。帰郷の理由としては、妹のふき子と宮崎郁雨の結婚式（10月26日）を控え、ふき子に面会したいという事情もあったとされる。妻子の帰郷を知った啄木は金田一京助に帰宅を願う手紙の執筆を依頼、高等小学校の恩師だった新渡戸仙岳にも援助を求めたほか、自らも手紙を送った。節子は3週間後の10月26日に帰宅した。この出来事は啄木に大きな衝撃を与え、それまでの創作姿勢を「卑怯なる空想家」と断じ、現実の生活に向き合って文学のあり方を考察する方向へと向かった。一方帰宅後の節子は「忍従」と形容される生活を送り、ふき子に彼女や実母を恋い慕う手紙を複数出した。
11月より、朝日新聞社から刊行予定の『二葉亭全集』で校正を担当する
。この仕事は、主筆の池辺三山が割り振ったものだった。
12月20日、一禎が野辺地から弓町の家に来て同居を始める。
1910年（明治43年）3月下旬に『二葉亭全集』第1巻の校正が終わり、4月に退社した学芸部記者の後任として全集の出版事務全般を担当した。第2巻（11月刊行）を出版までほぼ独力で成し遂げるとともに、二葉亭四迷への理解を深めた。

### 幸徳事件と『一握の砂』刊行
1910年4月、社会部長の渋川柳次郎から前月紙面に掲載した短歌を評価され、「出来るだけの便宜を与えるから、自己発展をやる手段を考えて来てくれ」という言葉をかけられる。これに発奮した啄木は歌集の刊行を企図し、同月255首をまとめて『仕事の後』のタイトルで春陽堂に持ち込んだが、稿料15円を要求したことで物別れに終わる。
5月下旬から6月上旬にかけて小説『我等の一団と彼』を執筆する。
6月3日に幸徳秋水が拘引されたという記事が各新聞に掲載され、5日には秋水らの「陰謀事件」として多数の社会主義者・無政府主義者が検挙されたと報じられた（幸徳事件（大逆事件））。これらの報道では秋水らの検挙容疑が明治天皇暗殺計画（旧刑法73条の「大逆罪」）であることは伏せられていたが、検挙者に対する各種令状（勾引状・勾留状など）には「刑法七十三条ノ罪被告事件」とあり、新聞社ではこの事実をつかんでいたとされることから、啄木は事件が大逆罪による検挙であるという認識を6月時点で持っていたと推測されている。啄木は幸徳事件に対して評論「所謂今度の事」を執筆し、東京朝日新聞外勤部長兼夜間編集主任の弓削田精一に掲載を依頼したが実現しなかった。8月下旬には魚住折蘆が東京朝日新聞文芸欄に掲載した評論「自己主張の思想としての自然主義」への反論として「時代閉塞の現状」を執筆するも、こちらも新聞掲載には至らなかった。啄木は社会主義に対する関心を深め、小樽時代に会った西川光二郎に再び接触し、紹介を受けた社会主義者の藤田四郎から社会主義文献を借りて読んだ。
9月15日、朝日新聞紙上に「朝日歌壇」が作られ、渋川の抜擢により選者となる。この抜擢には社内に反対もあったとされ、啄木自身も後に選歌の一部をまとめたノートに「歌人たること、歌壇の選者たることに予は不幸にしてどれだけの誇りをも発見することが出来ない」と記したが、投稿者には萩原朔太郎や矢代東村もいた。
啄木は妊娠・入院した節子の出産費用を得る目的で改めて歌集の刊行を企図し、東雲堂書店に再編した原稿を持ち込んで10月4日に出版契約を結ぶ。同じ日、長男真一が誕生した。啄木が持ち込んだ原稿ではタイトルは4月と同じ『仕事の後』で書式も一行書きだったが、10月9日までの間に作品の加除をおこなった上で三行分かち書きに改め、タイトルも『一握の砂』に変更した。この三行分かち書きは、土岐哀果のローマ字歌集『NAKIWARAI』にヒントを得たとされる。真一は27日に病死し、それを悼む歌8首を追加して12月1日に、第一歌集『一握の砂』が刊行された。
1911年（明治44年）1月3日、新詩社時代からの友人で幸徳事件の弁護を担当していた平出修を訪問して裁判の内容を聞くとともに、秋水の陳弁書を借用し、5日にかけて筆写した。
1月10日、アメリカ合衆国で秘密出版され、日本国内に送付されたピョートル・クロポトキン著の小冊子『青年に訴ふ』（日本国内では大杉栄訳により刊行）を、歌人の谷静湖より寄贈され愛読する。同日、読売新聞に楠山正雄が「K生」の筆名で寄稿した「新年の雑誌」において啄木と哀果を取り上げ、「今のところ吾人の和歌に対する興味はこの二氏の作によって最も多く支配せられている」と評価した。2日後の1月12日、哀果は東京朝日新聞の啄木に電話をかけ、翌13日に二人は初めて面会する。この面会で啄木は哀果と意気投合し、二人で雑誌を出すことを決める。
1月18日の判決により、秋水や管野スガらは死刑となる。啄木は「日本無政府主義者陰謀事件経過及び附帯現象」を24日にまとめ、26日には平出修の自宅で訴訟記録を閲読した。一方、土岐哀果との新雑誌創刊に向けて活動を始め、宮崎郁雨や平出修にもその意思を伝え、綿密な収支計画も立てた。雑誌の目的は青年の啓発で、誌名は啄木と哀果の筆名から一文字ずつを取った『樹木と果実』とした。
だが、その矢先の2月1日に体の不調から東京帝国大学医科大学附属病院を受診、慢性腹膜炎の診断を受けて2月4日に入院し、2月7日に手術、3月15日に退院した。この影響で「朝日歌壇」は2月28日で中止となった。また『樹木と果実』も、入院による延期ののち印刷所の問題で断念、形式変更での刊行も検討したものの「最初の目的を離れ」たことを理由に5月に中止した。
5月には秋水の陳弁書を写したものに説明文を付した「'V NAROD' SEIES A LETTER FROM PRISON」を執筆し、被告の中にテロリストがいたことは事実だが秋水ら他の被告はそれに該当せず、にもかかわらず政府と裁判官は無政府主義撲滅の意図を持ってそれに成功したと記した。

### 病気療養と死
この時期の啄木は退院したとはいえ、病床に起居する生活だった。5月30日、節子の実家・堀合家が盛岡から函館に転居するという知らせが届き、6月4日に節子は見送りのため金を借りて京子とともに帰郷すると告げたが、当初金の出所を偽ったことに立腹した啄木は、帰郷するなら離婚せよと迫り、節子は帰郷を断念した。啄木が妻の帰郷を強く拒んだ原因には、2年前の家出で受けた心理的衝撃が指摘されている。妻の実家からの干渉を嫌った啄木は、同月堀合家と義絶した。
6月15日から17日にかけて長編詩「はてしなき議論の後」を執筆し、推敲抜粋ののち7月に雑誌『創作』に発表した。さらに第二詩集のため『呼子と口笛』と題したノートに6月25日から27日にかけて数編の詩を書いた（生前未刊行）。
7月には一週間高熱にあえぎ、7月28日には節子も肺尖カタルと診断される。
8月7日、小石川区久堅町（現：文京区小石川5丁目-11-7）の借家に転居した。その理由は啄木の療養の便（前記の通り二階の部屋だった）に加え、節子が伝染性のある病気にかかって店主から立ち退きを求められたことにあった。転居費用は宮崎郁雨が負担した。家事は母のカツが担い、8月10日から約1か月間はミツも同居して手伝った。だが、家族の窮状を見かねた一禎は9月3日に無断で家を出て、北海道に住む次女（啄木の次姉）夫妻の下に去った。
9月に郁雨（当時軍務で美瑛に滞在）が節子に送った手紙から再び夫婦のトラブルに発展し、これを機に啄木は郁雨とも義絶した。節子が実家に戻らぬことを約してトラブルは収まり、郁雨からの経済的援助を失った啄木は、節子に家計簿（金銭出納簿）を付けさせ始めた。頼る先のなくなった家庭の窮状は家族間の対立を和らげる結果になったものの、毎月10円から20円収支が不足する状況だった。啄木の創作活動は9月以降はほぼ途絶えるが、11月にはクロポトキンの『ロシアの恐怖』の筆写を終わり製本した。
12月になると高熱が続き、『二葉亭全集』の業務も他の社員に引き継いだ。年末に元朝日新聞記者の西村真次（『二葉亭全集』の前任者）、また1月に入ってから森田草平に支援を求め、それぞれ資金援助を受けた。
1912年（明治45年）1月、カツも喀血や咳を発症し、往診により重い結核で冬は乗り切れないと診断される。朝日新聞社内では杉村広太郎（社会部長）を中心にカンパがなされ34円ばかりが届けられた。2月20日をもって日記の記載が途絶える。一方、1月に堀合家の長男（節子の弟）が失踪、義父から手紙で伝えられた啄木は、節子が東京の新聞を実家に送ることを許し、これにより義絶状態が緩和された。
3月7日、母カツが死去し、9日に土岐哀果や丸谷喜市の援助で葬儀（哀果の実家である、浅草の等光寺で挙行、納骨）。母の死の衝撃で病状は悪化し、4月5日に一禎が啄木危篤の報を受けて上京した。
4月9日、土岐哀果や若山牧水の援助で第二歌集（後の『悲しき玩具』、当時は『一握の砂以後』というタイトルだった）を東雲堂書店が出版することが決まり、原稿料20円が（前借りとして）もたらされた。
4月13日午前9時30分頃、小石川区久堅町の自宅にて肺結核のため死去。妻、父、若山牧水が看取った。牧水の回想では、その日の未明に昏睡状態に陥ったため、早朝に牧水と金田一京助が呼ばれたが、そのとき節子が声をかけると意識を回復させ、まもなく会話もするようになったことから、金田一はこれなら大丈夫と勤務先の國學院に向かった。しかしその後容態が急変し、まもなく没したという。満26歳没。このとき節子は妊娠8か月だった。

### 死後

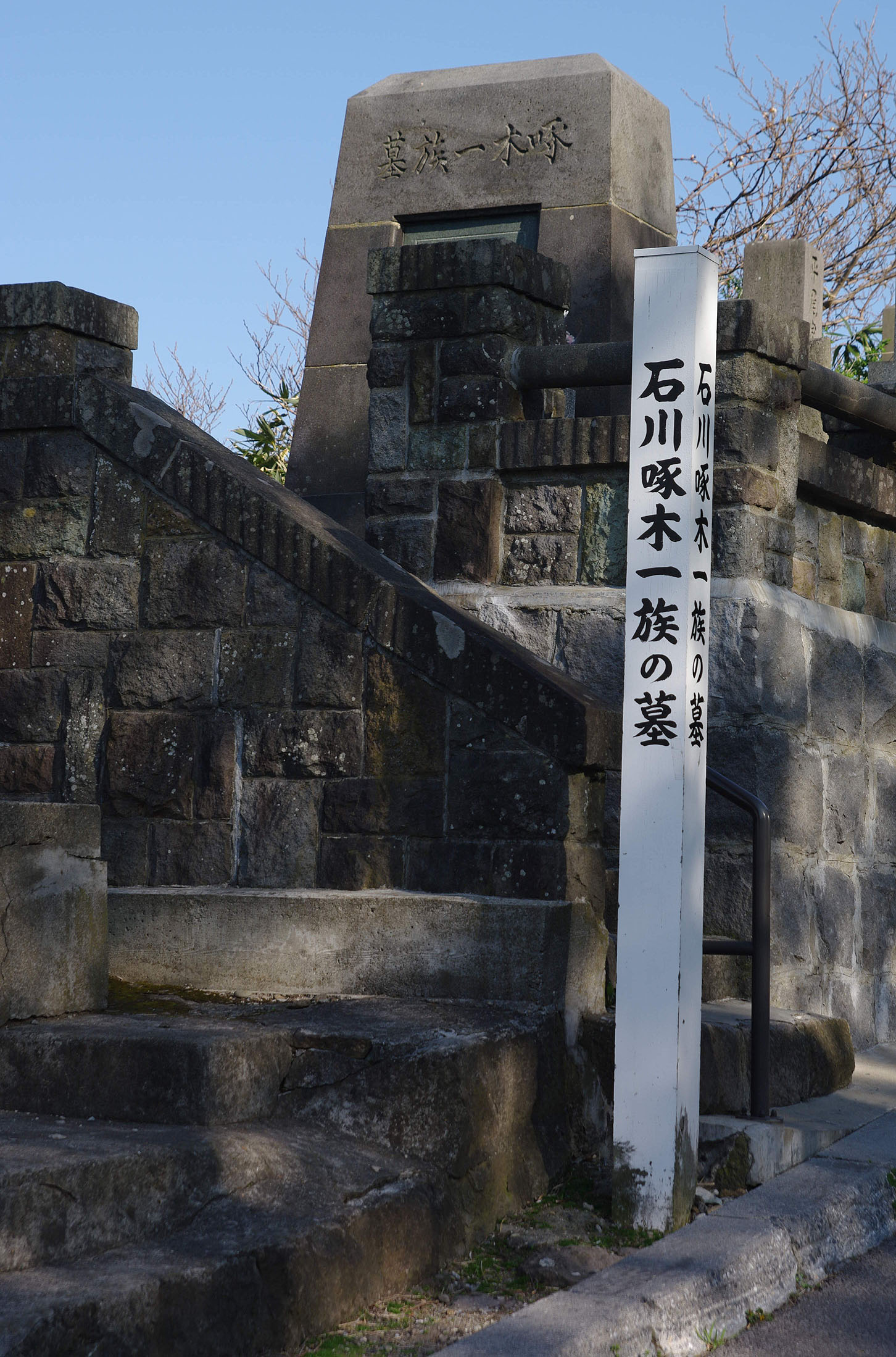
石川木一族の墓（立待岬）

4月15日、母・カツと同じく浅草等光寺で葬儀が営まれ、佐佐木信綱・夏目漱石・木下杢太郎・森田草平・北原白秋・相馬御風らが参列した。法名は啄木居士。
未亡人となった節子は、ミツを介して知り合った宣教師の伝手で、5月に千葉県北条町（現・館山市）に移住した。6月14日、節子は次女・房江を出産。「房江」の名は房州で生まれたことにちなんで節子が付けた。
6月20日、第二歌集『悲しき玩具』が出版される。『一握の砂以後』では第一歌集と混同するという理由で、土岐哀果が「歌のいろいろ」末尾の「歌は私の悲しい玩具である」という下りからタイトルを付けた。
節子は無収入だったため8月には二人の遺児と北条町を離れ、東京と盛岡に寄った後、9月4日に堀合家のある函館に帰り、借家に暮らした。
1913年（大正2年）3月、一周忌を機に、函館の大森浜を望む立待岬に宮崎郁雨らの手で墓碑が立てられ遺骨も移される（現在ある墓碑は1926年（大正15年）8月1日の建立）。
同年5月5日、節子も年明けから入院中の函館の病院にて肺結核で死去。遺児は祖父（節子の父）が引き取った。
1920年（大正9年）、土岐哀果が佐藤義亮を粘り強く説得した結果、新潮社から初の『啄木全集』が刊行されて好調な売れ行きを示し、2800円の印税がもたらされた 。この印税は節子の父に渡されて遺児二人の養育費に充てられたほか、滞納となっていた蓋平館の下宿料（130円を100円に減額）返済にも使われた 。
没後10年となる1922年（大正11年）4月13日、初となる歌碑（やはらかに柳あをめる／北上の岸辺目に見ゆ／泣けとごとくに）が、故郷の渋民に建立される。この歌碑は地元や東京の岩手県出身の若者が中心になって建立が進められ、「無名青年の徒之を建つ」と刻まれた。また全集で潤った新潮社の佐藤義亮はこの建立に多額の寄付をしている。
前記の通り、1926年に函館の立待岬に「一族の墓」として墓碑が建立される。「啄木の遺志」として岡田健蔵が主体となって実行したものだったが、これについては批判も存在する（岡田の記事を参照）。その翌年の1927年2月20日に、父・一禎は高知県高知市の高知駅近くにあった鉄道官舎で死去した。一禎は晩年の17年間、次女・トラの一家に寄寓し、鉄道員だったトラの夫・山本千三郎の転勤に合わせて各地を転々として、やはり勤務地だった高知で最期を迎えた。

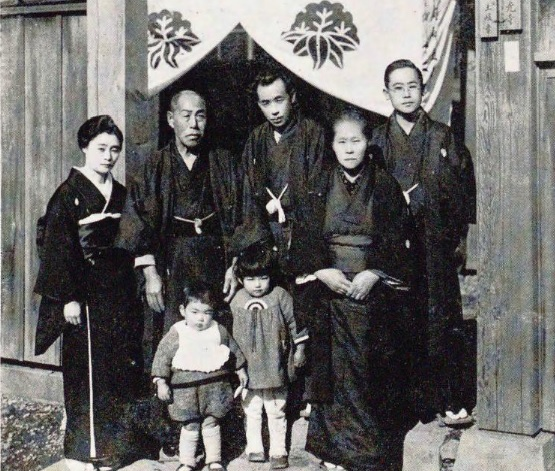
1930年12月、次女・房江の葬儀時の写真。
後列左から二人目が堀合忠操（石川節子の父）。その右が石川正雄。前列の男児が石川玲児（正雄の長男）、その右の女児が晴子（正雄の長女）。

1930年（昭和5年）12月6日、結婚して東京で暮らしていた京子は急性肺炎により二児を遺して満23歳で、その約2週間後の12月19日に房江も肺結核により神奈川県茅ヶ崎市の南湖院で満18歳で死去した。
1948年（昭和23年）、長女京子の夫である石川正雄の編により『石川啄木日記』が世界評論社から、初めて本格的に公刊される（全3巻、翌年3月完結）。啄木自身は生前、異なるタイミングで節子と金田一京助、丸谷喜市に対して、没後の日記の焼却を依頼していた（ただし金田一には「読んで、焼いた方がよいと思ったら」という留保を付け、節子にはあまり明確には伝えなかった）が、啄木の葬儀後、金田一と丸谷はそれぞれの事情（金田一は父の危篤、丸谷は徴兵検査）で東京を離れたために日記は妻の節子が保管した。節子は日記を手元に置いたまま函館で病に臥せ、死去に先だって宮崎郁雨に「啄木が焼けと申したんですけれど、私の愛着がそうさせませんでした」と述べて日記を託すことを約し、節子の没後に郁雨はこれを函館図書館に寄託した。図書館では非公開で保管が続けられ、1930年代に日記公刊を求める世論が起きた際に、函館図書館長の岡田健蔵は「自分が生きている間は焼却も公刊もしない」と宣言、その岡田が1944年に死去したことで公刊が実現した。

## 著書

### 詩集・歌集
生前刊行もしくは刊行企図されたものに限る。
- 『あこがれ』 詩集、1905年（明治38年）5月
- 『一握の砂』 歌集、東雲堂書店、1910年（明治43年）12月1日
- 『悲しき玩具』 歌集、東雲堂書店、1912年（明治45年）6月20日

### 全集
- 『啄木全集』新潮社、1919年（全3巻）
- 『石川啄木全集』改造社、1928年 - 1929年（全5巻）
  - 1978年ノーベル書房から復刻
- 『新編石川啄木全集』改造社、1938年 - 1939年（全10巻）
- 『啄木全集』河出書房、1949年 - 1953年（全25巻）※全集として初めて日記を収録
- 『啄木全集』岩波書店、1953年 - 1954年（全16巻）
- 『啄木全集』筑摩書房、1967年 - 1968年（全8巻）
- 『石川啄木全集』筑摩書房、1978年 - 1980年（全8巻）

## 代表歌

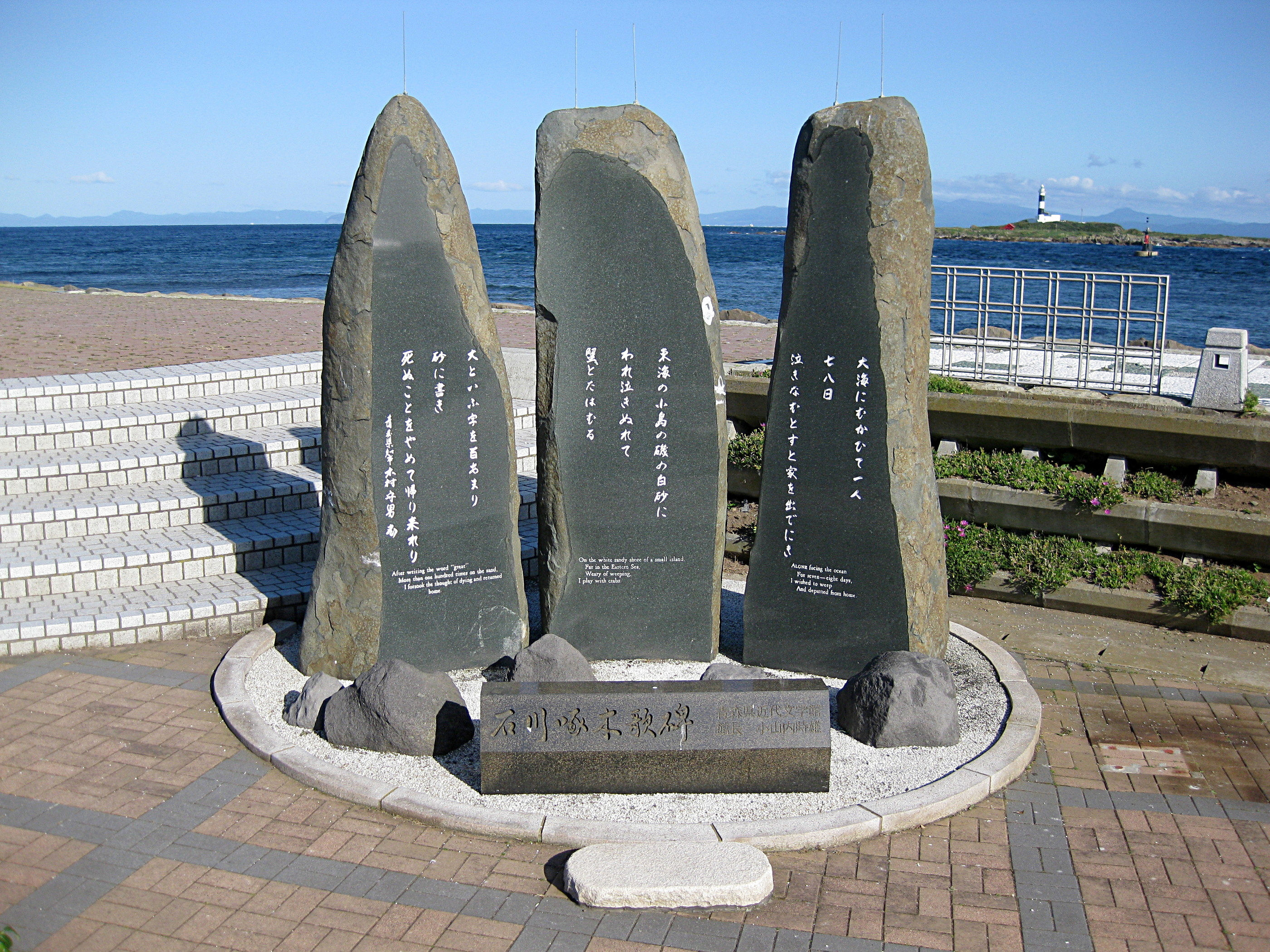
青森県大間町大間崎にある石川木歌碑

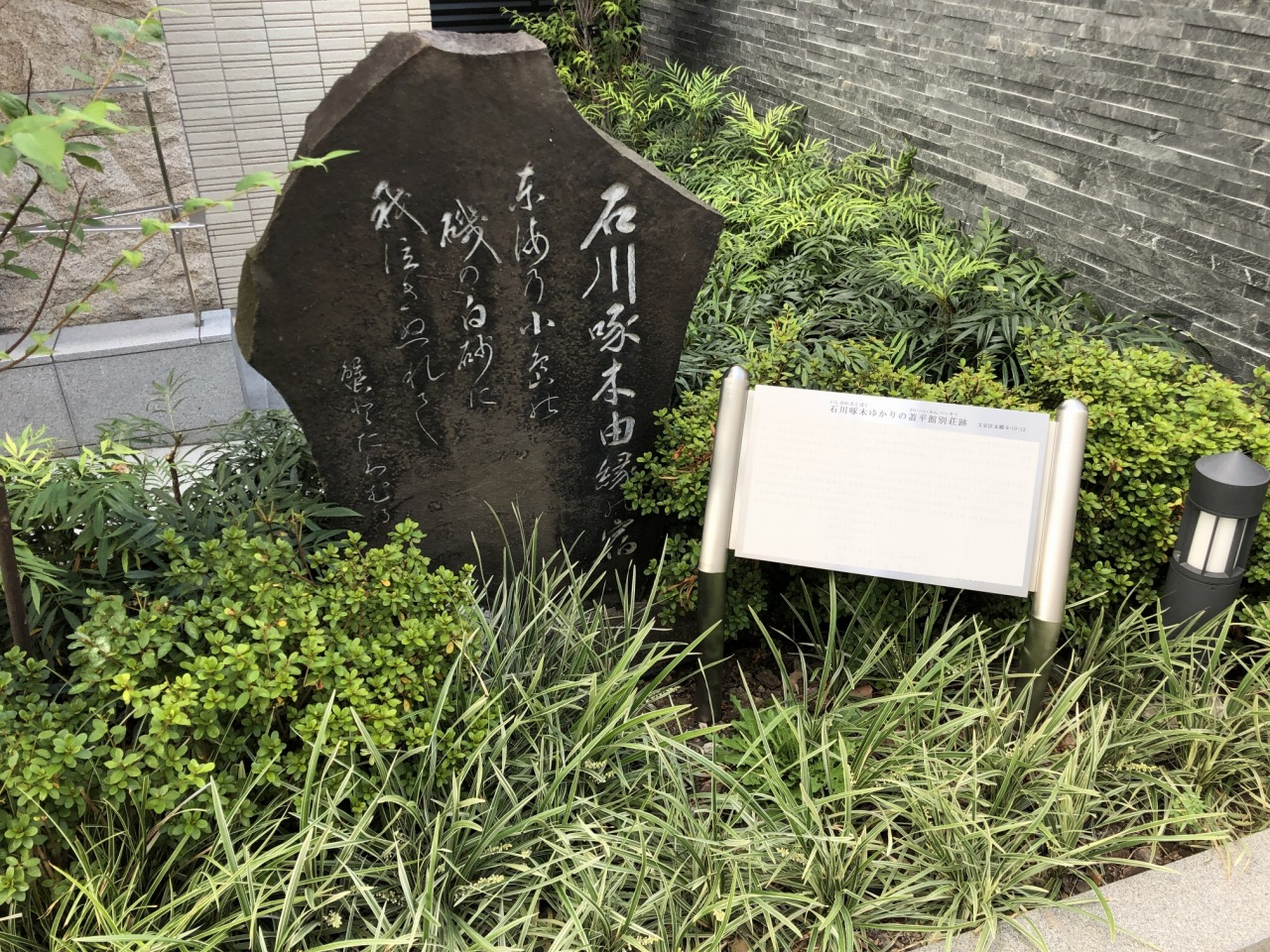
蓋平館跡地に立つ石川木の歌碑

### 歌集「一握の砂」より
東海の小島の磯の白砂に
われ泣きぬれて
蟹とたはむる
- 歌集巻頭の歌。 青森県の大間町大間崎にある石川啄木歌碑に彫られており、この歌の原風景は大間崎で、東海の小島は、沖の灯台の島「弁天島」であると説明されている。

砂山の砂に腹這い
初恋の
いたみを遠くおもひ出づる日
- 越谷達之助の作曲で、歌曲「初恋」として歌われている

いのちなき砂のかなしさよ
さらさらと
握れば指のあひだより落つ
- 陸前高田（高田松原）歌碑（東北地方太平洋沖地震津波で流失）

頬につたふ
なみだのごはず
一握の砂を示しし人を忘れず
- 前記歌碑流失後に陸前高田に建立された歌碑[179]

たはむれに母を背負ひて
そのあまり軽（かろ）きに泣きて
三歩あゆまず
はたらけど
 はたらけど猶わが生活（くらし）楽にならざり
ぢつと手を見る
友がみなわれよりえらく見ゆる日よ
花を買ひ来て
妻としたしむ
ふるさとの訛なつかし
停車場の人ごみの中に
そを聴きにゆく
- 今昔秀歌百撰82，選者：大喜多俊一(元京都市教育委員会)。上野駅に歌碑がある。

かにかくに渋民村は恋しかり
おもひでの山
おもひでの川
石をもて追はるがごとく
ふるさとを出でしかなしみ
消ゆる時なし
やはらかに柳あをめる
北上の岸辺目に見ゆ
泣けとごとくに
- 前記の通り、渋民に建立された初の歌碑に刻まれた。

ふるさとの山に向ひて
言ふことなし
ふるさとの山はありがたきかな

### その他
地図の上朝鮮国にくろぐろと墨を塗りつつ秋風を聴く
- 『明治四十三年歌稿ノート』の「九月九日夜」の箇所に記載し[180]、雑誌『創作』明治43年10月短歌号に掲載[181]。『一握の砂』には未収録。

## 顕彰施設
- 石川啄木記念館（岩手県盛岡市）
- もりおか啄木・賢治青春館（岩手県盛岡市）
- 啄木新婚の家（岩手県盛岡市）
- 港文館（北海道釧路市）
- 土方・啄木浪漫館（北海道函館市） - 建物老朽化などのため2024年（令和6年）10月末で閉館[182]
- 石川啄木小公園（北海道函館市）

## 人物

### 異性関係
啄木は節子と熱烈な恋愛により結ばれた一方、北海道や東京での単身生活時代には、複数の女性に心を寄せたり親交を持ったりした。
函館の代用教員時代同僚だった橘智恵子は『一握の砂』所収の短歌にも思慕が歌われたが、その心情については「理想とする精神的な恋愛の対象としての、清らかな愛情の表現」であり、東京時代にはその追憶の理想で現実を忘れようとしたと指摘されている。啄木は1910年12月に刊行した『一握の砂』をすでに結婚していた智恵子に送り、追って葉書に「そのうち或るところに収めし二十幾首、君もそれとは心付給ひつらむ。塵埃の中にさすらふ者のはかなき心なぐさみをあはれとおぼし下され度し。」と記した。智恵子はこれに心を動かされて賀状や自家製バター（嫁ぎ先は牧場だった）を送り、『樹木と果実』の購読申込もしたが、啄木にとって「精神的恋愛」の対象ではなくなり、以後の言及は短歌1首にとどまった。
釧路時代に親交を持った芸妓・小奴は、文学好きで機転も利く才を愛し、題材にした短歌があるものの、その関係について岩城之徳は「浮ついたものではなく、人生の底辺に生きる者同志（原文ママ）の結びつきである」と述べている。1908年12月に小奴が上京した際には頻繁に会い、長浜功は「釧路時代は『兄と妹』だったが東京では『男と女』になった感がある」と記している。
1908年春の上京後、1905年4月の新詩社演劇会に出演して文通を持っていた植木貞子（本名：セン）が赤心館に通うようになり肉体関係も持ったが、啄木が気移りし、反発した貞子が日記や原稿を持ち出す騒ぎを起こして8月に交際は終わった。
このほか、新詩社で収入を得るためにおこなっていた短歌の添削指導で1908年6月頃から接触を持った依頼人の菅原芳子（大分県臼杵在住）に懸想し、翌年1月までの間に熱烈な恋文を送っている。その一方で、平山良子という依頼人に送られた写真に一目惚れしこちらにも恋文を送るも、実は「平山良太郎」という名の男性だったという痛い目にも遭っている。平山は所属する文芸結社、「みひかり会」で啄木と文通する女性がいたことから「女性と偽った方が、啄木は快く添削に応じてくれる」との思いからの行為で、知人の祇園で人気の芸者の写真を自分のものだとして送っていた。平山は事実が発覚した際に謝罪したが、後に啄木がみひかり会の顧問になった際、平山に対しての手紙の宛名に、それまで「平山良子様」としていたのを「平山良子殿」と、以後ずっと男性に対する敬称をつけて嫌みを表したという。

### 経済観念
岩城之徳は、父・一禎とともに啄木は「金銭に対するルーズな性格」を持っていたと述べている。
1909年頃に作成されたとみられる自筆の借金記録が函館市中央図書館啄木文庫に残されており、1905年から約4年間の借金（実際に借りた金額だけではなく、ツケ払いや支払延滞といった内容を含む）は総額1372円50銭（2000年頃の物価換算では1400万円ほど）とある。
この借金の記録は、合計額として最多の150円の貸し主であった宮崎郁雨によって公表されたが、これにより啄木には「借金魔」、「金にだらしない男」、「社会的に無能力な男」という評価が加わるようになった。郁雨は、啄木の才能を愛しながらも、その生活力の欠如と金銭感覚には批判的であった。啄木は釧路時代に、競合紙の記者3人を退社させるのに、彼らの給与前借清算などのため50円が必要と郁雨に書き送り、それに応じて郁雨は二度に分けて送金した。しかし、その内容は虚偽で、金は花街通いなどに費消されたとみられている。
1908年の上京後、東京朝日新聞入社までは金田一京助、入社後（ほぼ同時期に金田一は結婚して疎遠となった）義絶するまでは宮崎郁雨が事実上啄木の生活を支えていた。金田一京助は、啄木から頼まれる前に資金を援助することが何度もあった。しかし、あるとき啄木を頼ってきた同郷の青年二人に手元の金を恵んだ、という話を得意げに聞かされ、その出所が自分であることを認識するよう苦言を呈し、以後関係が微妙となる。その後、金田一は結婚（啄木が知り合いの古物商から紹介を受けた林静江を薦められた）するが、自宅が近かったことから、啄木はたびたび節子に寸借願を持たせて彼の元に通わせ、金田一は静江にそれに従うよう命じていた。だが、静江はついに「自分と啄木のどちらが大切なのか」と音を上げ、金田一も啄木と距離を置くようになる。それでも1912年3月30日、読売新聞に啄木重態の報道（土岐哀果の筆）が出たのを見た金田一は、花見を取りやめて啄木のもとを訪問し、自著の原稿料の半額である10円（実際にはその日は出版社から入手できず、手元の金を「稿料分」として用立てた）を手渡した。
朝日新聞の校正係を勤めてからは、当時の大卒の初任給に匹敵する月給25円（夜勤日には1円付加）を貰っていたにもかかわらず、吉原や浅草での花街通いに浸り、下宿代が滞るようになったため、給料の前借を頻繁におこなっていた。勤務態度も悪く、無断欠勤や仮病の常習犯だったという。

## 学術研究

### 教育学・臨床心理学からの研究
教育学者・臨床心理学者の福田周は学術論文で、石川啄木の死生観やその文学的表現を論じている。福田の推測では、啄木は希死念慮、不眠症、抑うつなどを患っていた。

#### 著作物
1910年（明治43年）、25歳の啄木は新聞記者を務めていたが、家族が上京してくるまで生活の中心は「夜の街」をふらつくことだった。その様子は例えば、以下の日記に残されている。
だが同時に、常に何かに追い立てられている焦りも啄木にはあった。作品を書こうとしても書けないという悪循環が日記に書かれている。
心身症により啄木は、それまで無価値と見なしていた短歌を作るしかなくなったが、それは栄達のための創作ではなく、「無意識的な自己の内省作業」であり、一種の「創造的退行」だった。
福田によれば、啄木の著作物に出てくる「死」は「現実逃避」、「安心」、「寝る」ことと同様の意味を持っている。例えば以下の短歌は、目が覚めるまで現実を一時的に回避する内容である。
また日記でも、借金の返済を要求された際に「死」を語っている。
ここで啄木は、葛藤を回避するために無意識的に問題を矮小化しようとしている。最初は死について悩み、それが出社の不安へと転移し、焦燥感に変わり、衝動的に風呂屋へ行き、ついには《借金をどうやって返すか》という本質的問題が、《湯船からいつ出ようか》というごく小さな問題へとすり替えられている。
「死」と表裏一体の「安心」イメージは、他の記述にも見られる。
つまり啄木にとって「死」や「病気」は、「寝る」こととほとんど同義であると福田は述べている。啄木が夢想する「深い穴」や「布団」や「安心の谷」は、象徴的な意味での《胎児》が ―― まともな手足の無い者が ―― 万能感に浸る《揺りかご》であり、《母胎》である。そこへ回帰しようとすることは、《生まれないこと》の願望、現実を生きたくない感覚が伴っている。
一方で啄木は、評論などを通して段々と現実を直視するようにもなっていった。啄木の表現で言えば、「真に真面目に」生き始めた。つまり啄木は、「死」にまつわる現実逃避願望を抱えたまま家族を扶養せねばならなくなった。

#### 生育歴
石川啄木の本名は石川一（いしかわはじめ）といい、住職の長男である彼は両親から可愛がられ、渋民村でも「お寺の一さん」として小貴族のように扱われた。福田によれば、こうした環境が石川啄木の「我儘で自尊心の強い性格の基礎を形作ったといわれている」。尋常中学校での啄木は、勉強よりも恋愛と文学活動を優先したことで成績が下がり続けた。後の啄木自身の形容によれば、当時の彼は
だった。17歳、最終学年5年生の時には落第寸前であり、特待生にカンニングを依頼するも発覚し、卒業まで残り数ヶ月という時期に自主退学した。
幼少期の啄木は何不自由なく養育されてきたが、それは「脆い背景によって作られたものでもある」と福田は言う。そもそも石川家は、表面的には村人から尊敬され慕われていたが、啄木の父の強引な言行によって反発を買っていた。啄木自身も、寺の住職の息子という肩書だけで支えられた「脆い自尊心」を持っており、肩書にこだわる啄木の自己意識はその後の生き方にも大きく影響していると考えられる。啄木は純粋に文学へ没頭することができず、周りからの名声や絶対的評価を求める心性を持っており、福田はそれに関して
「名声に傷がつくような事態に対しては、現実からの回避を繰り返す」
と評している。例えば啄木は、落第を回避するために不正行為（カンニング）をし、その後は《学校が悪いから自主退学する》という理屈で自己正当化している。退学後は上京しているが、これも理想主義的で非現実的な行動であり、「必然的に人生の挫折を経験することとなる」と福田は言う。
啄木は上京後、翻訳業で生活しようとしたが稼ぎにならず、ついには人生の挫折を身体疾患という形で受け入れるしかなくなった。ただしこれは、《体調不良によって「職業アイデンティティ」確立の問題を一時的に回避できた》とも言える。啄木は田舎へ帰郷して昔の《お寺のお坊ちゃん》に戻ったが、父のごり押しがまた繰り返されることになった。父は住職だったにも関わらず強引な借金が原因で懲戒解雇され、石川家の生活基盤が失われた。このことが、啄木の人生へ決定的に影響したと福田は見ている。
20歳の啄木は1905年5月に詩集『あこがれ』を刊行した。経済的な《生活機能》が無いに等しい彼は、この詩集の原稿料を夢想的に期待しながら再上京したが、実際は石川家の借金は増え続けた。堀合節子との結婚が決まった時も、何故か啄木は結婚式に出ずに放浪し、《母が危篤だ》と嘘をついて友人から借金した。福田は
「こうしたその場しのぎの嘘は父がしてきた行動とそっくりである」
と評している。啄木が結婚式に出たがらなかった理由は、自身が金欠および無職者であることを負い目に感じていた「自尊心の高さ」であると考えられる。
1906年（明治39年）、啄木は母と妻と共に渋民村へ帰郷した。その理由は、父を住職に復帰させる運動をするためだったと言われている。啄木は嫌々ながら石川家を経済的に支えるため渋民村尋常高等小学校の代用教員になったが、父の住職再任が叶えば退職するつもりだった。しかし、啄木は村の一員になろうとしないまま強引な運動を行って村との対立が強まっており、父はそれに耐えられなかった。1907年（明治40年）に父への懲戒赦免は出たが、村の権力争いや生活困窮の中で父は突然家出した。父のこの「遁走」を受けても、啄木は自分の思い通りに4月1日に辞表を提出した上でストライキを扇動し、校長を転任させた。しかし啄木は結局、辞職するのではなく免職処分を受けることになった。これ以降、石川家は一家離散した。
当時の啄木は日記で、村人たちへの蔑視・敵意を述べている。
福田が言うには、成人した啄木の振る舞いは中学生時代から変わっていない。つまり啄木の主な発言と行動は、周囲を扇動して、自分より立場が上の者を敵として攻撃して、自分は責任を放棄する「他罰的」な責任回避であると考えられる。実は1906年、啄木は代用教員として『林中書』という教育論をも書いており、教育の目的とは
1. 天才の育成
2. 天才的支配者に服従する民衆の育成

である、と記していた。また同書において、啄木は当時の教育を批判し天才（自分）の中学中退を弁明しつつ、
と記し、自分と同じように中学を中退して代用教員になることを後輩へ呼びかけてもいた。しかし結果は先述の通りで、啄木は代用教員を強引に辞めている。福田は
「この葛藤回避の在り方が啄木の今後の人生に繰り返される。啄木は極めてずるい人間であり、弱い人間であるともいえる」

とまとめている。

## 商標化
「石川啄木」は1963年（昭和38年）に、広島県の酒造会社・賀茂鶴酒造によって商標権登録されている（登録第605542号、指定商品：酒類）。

## 演じた人物
石川啄木（石川一）
- 島耕二 - 映画『情熱の詩人啄木 ふるさと篇』（1936年、日活、監督：熊谷久虎）
- 池部良 - 映画『雲は天才である』（1946年、企画のみ。クランクイン前に第1次東宝争議のため製作中止。松竹、東宝による競作。松竹監督：芦原正、東宝監督：山本薩夫）
- 若原雅夫 - 映画『われ泣きぬれて』（1948年、松竹、監督：芦原正）
- 岡田英次 - 映画『若き日の啄木 雲は天才である』（1954年、新東宝、監督：中川信夫）
- 本郷功次郎 - 映画『情熱の詩人啄木』（1962年、大映、監督：島耕二）
- 国広富之 - ドラマ『獅子のごとく』(1978年8月21日、TBS）
- 奥田瑛二 - ドラマ『愛・信じたく候』（1981年6月、NHK銀河テレビ小説）
- 平田満 - 舞台『泣き虫なまいき石川啄木』（1986年、こまつ座（初演）、作：井上ひさし）
- 砂川真吾 - 映画『華の乱』（1988年、東映、監督：深作欣二）
- 藤原竜也 - 舞台『ろくでなし啄木』(2011年、作・演出：三谷幸喜)
- 稲垣吾郎 - 舞台『泣き虫なまいき石川啄木』（2011年10月、シス・カンパニー、演出：段田安則）
- 渡辺大 - ドラマ『足尾から来た女』(2014年1月、NHK）
- 溝端淳平 - 『歴史秘話ヒストリア』（2016年9月16日、NHK）
- MARU - 舞台「われ泣きぬれて～石川啄木～」（2015年12月、作：平山陽、演出：狭間鉄）、舞台「はかなくもまた、かなしくも」（2017年12月、作：平山陽、演出：狭間鉄）
- 近藤フク - 映画『この道』（2019年、HIGH BROW CINEMA、監督：佐々部清）
- 浅沼晋太郎 - アニメ『啄木鳥探偵處』

石川節子
- 瀧花久子 - 映画『情熱の詩人啄木 ふるさと篇』
- 飯野公子 - 映画『雲は天才である』
- 津島恵子 - 映画『われ泣きぬれて』
- 若山セツ子 - 映画『若き日の啄木 雲は天才である』
- 中村玉緒 - 映画『情熱の詩人啄木』
- 藤真利子 - ドラマ『愛・信じたく候』
- 貫地谷しほり - 舞台『泣き虫なまいき石川啄木』（2011年のシス・カンパニー公演）
- 川島海荷 - 『歴史秘話ヒストリア』